# ФК БКВ Елере

ФК БКВ Елере (мађ. BKV Előre SC), је мађарски фудбалски клуб. Седиште клуба је у Будимпешти, Мађарска. Боје клуба су жута и црна. 

## Историјат клуба
Фудбалска секција тадашњег Будимпештанског железничког друштва (Budapesti Közúti Vaspálya Társaság) је основвана 1912. године . Оригиналне боје клуба су биле бордо и беле. 
Главни одбор Будимпештанског превоза БКВ З је одлучило да више не финансира фудбалски клуб и да ће га укинути.
Ипак, заслугом Тибора Маћаша, клуб је на своу стогодишњивцу 2012. године, нашао средстава да се издржава и није био угашен.

## Успеси
- Прва лига Мађарске у фудбалу:
  - 11. место (1) :1940/41.
  - 14. место (1) :1943/44.
  - 13. место (1) :1949/50.
  - 14. место (1) :1950.

- Куп Мађарске у фудбалу:
  - финалиста (1) :1933/34.